# Baccaurea javanica
Baccaurea javanica är en emblikaväxtart som först beskrevs av Carl Ludwig von Blume, och fick sitt nu gällande namn av Johannes Müller Argoviensis. Baccaurea javanica ingår i släktet Baccaurea och familjen emblikaväxter. Inga underarter finns listade i Catalogue of Life.